# ناتالیا لورنزو
ناتالیا لورنزو (انگلیسی: Natalio Lorenzo؛ زادهٔ ۱۸ سپتامبر ۱۹۸۴) بازیکن فوتبال اهل اسپانیا است.
از باشگاه‌هایی که در آن بازی کرده‌است می‌توان به باشگاه فوتبال نومانسیا، باشگاه فوتبال رئال مورسیا، باشگاه فوتبال آلمریا، باشگاه فوتبال کوردوبا، باشگاه فوتبال کادیس، باشگاه ورزشی تنریف، و باشگاه فوتبال والنسیا اشاره کرد.